# جيري باتريك هيمينغ
جيري باتريك هيمينغ (بالإنجليزية: Gerry Patrick Hemming)‏ (و. 1937 – 2008 م) هو رائد أعمال من الولايات المتحدة الأمريكية.

## مناصب وهيئات
أدار وكالة المخابرات المركزية.